# Nuffield Council on Bioethics
Il Nuffield Council on Bioethics, fondato nel 1991 nel Regno Unito, è una fondazione che esamina ed approfondisce i problemi etici sorti dai recenti avanzamenti nella ricerca medica e biologica.
È finanziato dalla Nuffield Foundation, dal Medical Research Council e dal Wellcome Trust.

## Scopo
Fu formata come risposta alla preoccupazione per la mancanza di una struttura atta a valutare le implicazioni etiche dello sviluppo nei campi della biomedicina e delle biotecnologie.
Gli scopi del Consiglio erano i seguenti:
- identificare e definire questioni etiche nate dai recenti avanzamenti nella ricerca biologica e medica per rispondere alle preoccupazioni pubbliche, o anticiparle;
- creare modalità per esaminare e riportare tali questioni in modo da promuovere la comprensione e la discussione pubblica;
- alla luce dei risultati del suo lavoro, pubblicare gli stessi in modo appropriato, a seconda del giudizio del Consiglio.

Il consiglio è stato variamente chiamato un "contenitore di pensieri" ed il ”cane da guardia etico dell'industria scientifica”.

## Come funziona il Consiglio
Il Consiglio sceglie i propri argomenti su cui svolgere successivamente un approfondimento. I membri del Consiglio si incontrano da 4 a 6 volte l'anno, per verificare i progressi sui progetti in attività, ricevere aggiornamenti su reports pubblicati, rivedere le recenti evoluzioni biomediche che possano suscitare questioni etiche, e selezionare topics per ulteriori esplorazioni.
Una volta che il Consiglio ha identificato il principale problema etico, organizza un incontro di esperti, formato da un presidente indipendente e da 7-14 membri, designati dal Consiglio stesso, per esaminare il problema ed effettuare una relazione. I membri sono scelti per rappresentare un range di esperienze e di perizia ed il Consiglio tenta di assicurarsi che venga coperto un grande range di visioni diverse. I gruppi di lavoro si incontrano regolarmente per un periodo di 1 o 2 anni per produrre il proprio rapporto in consultazione con il Consiglio. 
Il Consiglio rivede bozze di ogni rapporto prima che sia sottoposto a revisione paritetica o revisione di pari (in inglese chiamata peer review), oppure una valutazione fatta da specialisti e successivamente approvata per la stesura finale prima della pubblicazione. Esperti esterni, scelti dalle parti del lavoro e da membri del consiglio, portano avanti la revisione paritaria. Una volta che il report sia stato approvato dal consiglio, esso diviene il report del Consiglio stesso.
La segreteria del Consiglio è situata presso gli uffici della Nuffield Foundation, presso la 
Bedford Square di Londra.

## Fondazione
Il Consiglio fu interamente finanziato dalla fondazione Nuffield nell'intervallo tra il 1991 ed il 1994. Dal 1994 il Consiglio è stato interamente finanziato dalla Nuffield Foundation, dal Medical Research Council e dal Wellcome Trust, con un sistema di rotazione ogni 5 anni. Verso la fine di ogni quinquennio, una condizione per continuare il finanziamento è una revisione da parte di un comitato esterno. I finanziamenti del Consiglio sono stati confermati per il periodo 2007-2012.

## Presidenza
La presidenza del Consiglio è assegnata dalla Nuffield foundation dopo un consiglio in consultazione con altri finanziatori. Essa è stabilita per cinque anni. Gli altri membri sono scelti tra esperti nel campo della scienza, medicina, sociologia, filosofia, legge, e sono assegnati indipendentemente dal Consiglio stesso per un periodo di tre anni, con la possibilità di un periodo addizionale di tre anni. Il Comitato dei membri del Consiglio, presieduto da Sir Graham Hart, ex Segretario Permanente presso la Department of Health, ritiene e formula raccomandazioni al Consiglio su futuri membri scelti tra coloro che hanno risposto all'inserzione sulla stampa. 
Attualmente il Consiglio ha come membri:

- Professor Albert Weale FBA (Presidente)
- Professor Steve Brown FMedSci
- Professor Roger Brownsword
- Dr Amanda Burls
- Professor Robin Gill
- Professor Sian Harding FAHA
- Professor Peter Harper
- Professor Ray Hill FMedSci
- Professor Søren Holm
- Professor Christopher Hood FBA
- Professor Tony Hope
- Mr Anatole Kaletsky
- Dr Rhona Knight FRCGP
- Professor Graeme Laurie FRSE
- Dr Tim Lewens
- Professor Ottoline Leyser CBE FRS
- Professor Anneke Lucassen
- Professor Alison Murdoch MD FRCOG
- Dr Bronwyn Parry
- Professor Hugh Perry FMedSci
- Professor Nikolas Rose
- Professor Peter G Smith CBE
- Professor Jonathan Wolff

Il Consiglio è attualmente presieduto da Albert Weale, professore presso l'Università dello Essex e coeditore del British Journal of Political Science.
I precedenti presidenti furono:
- Professor Sir Bob Hepple QC FBA
- Professor Sir Ian Kennedy
- Baroness Onora O'Neill CBE, FBA

### Direttori
Hugh Whittall è stato il direttore del Nuffield Council on Bioethics fino al febbraio del 2007. Prima di unirsi al Nuffield Council, Hugh lavorò presso il Department of Health, dove fu coinvolto nella preparazione del Human Tissue Act 2004, costituendo la Human Tissue Authority e la Organ Donation Task Force.
Prima di ciò, Hugh lavorò tre anni presso la Commissione europea a Bruxelles, ove fu coinvolto nel finanziamento e nella promozione della ricerca e dove fu, per parecchi anni, Vice Direttore Generale della Human Fertilisation and Embryology Authority (HFEA).
Precedenti direttori furono:
- Professor Sandy Thomas
- David Shapiro

## Pubblicazioni
- Public health: ethical issues (2007)
- The forensic use of bioinformation: ethical issues (2007)
- Critical care decisions in fetal and neonatal medicine: ethical issues (2006)
- Genetic Screening: a Supplement to the 1993 Report by the Nuffield Council on Bioethics (2006)
- The ethics of research involving animals (2005)
- The ethics of research related to healthcare in developing countries: a follow-up Discussion Paper (2005)
- The use of genetically modified crops in developing countries: a follow-up Discussion Paper (2003)
- Pharmacogenetics: ethical issues (2003)
- Genetics and human behaviour: the ethical context (2002)
- The ethics of patenting DNA: a discussion paper (2002)
- The ethics of research related to healthcare in developing countries (2002)
- Stem cell therapy: the ethical issues – a discussion paper (2000)
- The ethics of clinical research in developing countries: a discussion paper (1999)
- Genetically modified crops: the ethical and social issues (1999)
- Mental disorders and genetics: the ethical context (1998)
- Animal-to-human transplants: the ethics of Xenotransplantation (1996)
- Human tissue: ethical and legal issues (1995)
- Genetic screening: ethical issues (1993)

### Prossime Pubblicazioni
- Dementia: ethical issues
- Personalising healthcare: ethical issues

## Raccomandazioni
Le raccomandazioni del Consiglio ai politici sono spesso state descritte come di influenza.
Nel 2005 l'impatto della strategia del Consiglio fu valutato analizzando le raccomandazioni dal 1993 al 2005 ponendole in reports selezionati.
| Publication                                                                                        | Number of recommendations | Number taken up |
| -------------------------------------------------------------------------------------------------- | ------------------------- | --------------- |
| Genetic screening: ethical issues (1993)                                                           | 11                        | 9               |
| Human tissue: ethical and legal issues (1995)                                                      | 23                        | 10              |
| Animal-to-human transplants: the ethics of xenotransplantation (1996)                              | 25                        | 21              |
| Mental disorders and genetics: the ethical context (1998)                                          | 26                        | 7               |
| Genetically modified crops: the ethical and social issues (1999)                                   | 36                        | 12              |
| Stem cell therapy: the ethical issues (2000)                                                       | 5                         | 2               |
| The ethics of research related to healthcare in developing countries (2002)                        | 16                        | 14              |
| Genetics and human behaviour: the ethical context (2002)                                           | 13                        | 7               |
| The use of genetically modified crops in developing countries: a follow-up discussion paper (2003) | 16                        | 5               |

### Raccomandazioni per quanto concerne il caso;"S. and Marper v. The United Kingdom"
L'uso forense della bioformazione: aspetti etici (2007), che richiese la rimozione di DNA dal UK National Database, riferito al giudizio della Corte Europea per il caso S. and Marper v. The United Kingdom.
In accordo con il Consiglio, la sentenza ha ordinato che l'utilizzo di tratti di DNA di un individuo arrestato ma non dichiarato colpevole è una violazione dei diritti umani, sotto l'Articolo 8, il diritto ad una vita privata. Prima di questa sentenza, il Regno Unito (con la eccezione della Scozia) fu la sola nazione Europea che permetteva la conservazione sistematica ed indefinita di profili DNA. Si aspettano per il marzo 2009 cambiamenti nelle regolamentazioni, che portino la politica del Regno Unito nella linea della Comunità europea.

### Raccomandazioni riguardo Genetics and human behaviour: the ethical context (2002)
Nel Report Genetics and Human Behaviour: the Ethical Context(2002), gli esperti concludono
sostenendo come non sia possibile affermare che esistano condizioni genetiche che giustifichino l'esclusione della responsabilità penale.

Viene riconosciuto comunque che in alcune condizioni si può tenere conto di tali condizioni genetiche per determinare l'entità della pena (sentencing), che può essere ridotta. Si adotta,
quindi, un approccio aperto e prudente al tempo stesso.
E quanto accade in Italia riguardo al caso di Abdelmalek Bayout, condannato a nove anni e due mesi di reclusione dal giudice per l'udienza preliminare del Tribunale di Udine il 10 giugno 2008, per omicidio volontario.
La pena è stata scontata di un anno in secondo grado dalla Corte d'Assise d'appello di Trieste in quanto ritenuto «vulnerabile geneticamente».

## Approccio etico
Il Consiglio ha accolto il punto di vista per cui non sia richiesto adottare lo stesso riferimento etico o set di principii in tutti i reports.

Il Consiglio non è quindi legato a nessun valore o scuola di filosofia (ad esempio l'utilitarismo, la deontologia, l'etica della virtù) o approcci di bioetica come i quattro principii di bioetica (autonomia, giustizia, beneficenza, non maleficenza), od i Principii di Barcellona (autonomia, dignità, integrità, vulnerabilità).
Nel 2006-7 John Harris, Professore di Bioetica presso la Università di Manchester, e la dott. Sarah Chan hanno effettuato una revisione esterna dei quadri: etico, di principii, di norme e di concetti guida in funzione delle pubblicazioni del Council. Gli autori hanno segnalato come l'etica utilizzata in sede di Consiglio di pubblicazioni fosse divenuta sempre più esplicita e trasparente.